# Bruce Kidd

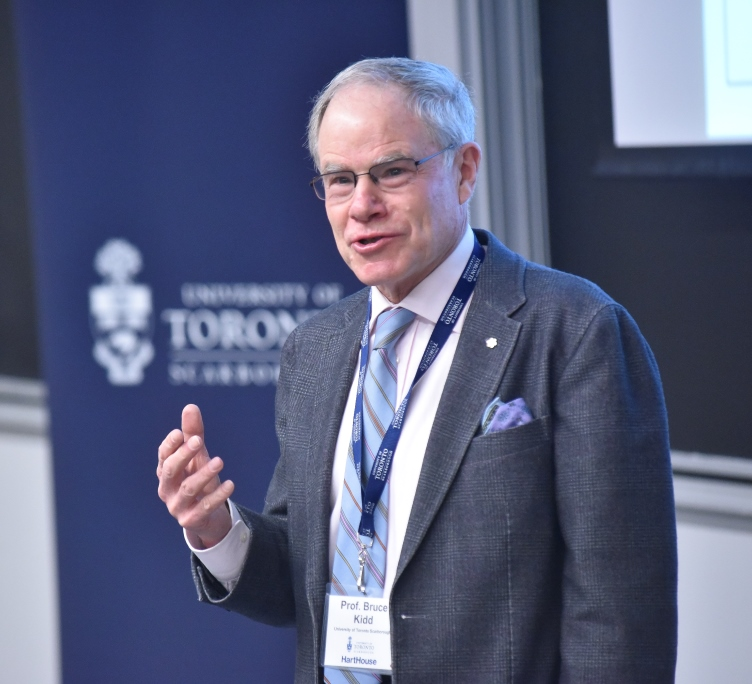
Bruce Kidd (2015)

Bruce Kidd (* 26. Juli 1943 in Ottawa, Ontario, Kanada) ist ein kanadischer Langstreckenläufer, Historiker, Sporthistoriker und Wissenschaftsmanager.

## Sportliche Karriere
Bruce Kidd ist einer der erfolgreichsten Langstreckler Kanadas. Er gewann 18 nationale kanadische (+ 2 US-amerikanische Hallen-) Meisterschaften und stellte 15 nationale Rekorde sowie 4 Junioren-Weltrekorde auf. 1962 siegte er in Perth über 6 Meilen bei den British Empire Games (bei 37 Grad ohne Schatten) und wurde außerdem Dritter über 3 Meilen. Er hatte als 13-Jähriger mit der Leichtathletik angefangen und war bereits als 14-Jähriger einer der besten kanadischen Jugendlichen in den Mittelstrecken. Er lief für Kanada 1964 bei den Olympischen Sommerspielen Spielen in Tokio sowohl die 5000 m als auch die 10.000 m. Seine beste 5000-m-Zeit war 13:43,8 min (1962).

## Akademische Karriere
Während seines Bachelor-Studiums blieb er im Gegensatz zu vielen anderen Leichtathleten in Kanada und nahm kein US-amerikanisches Stipendium an. Er absolvierte seinen BA in Politischer Ökonomie (1965, University of Toronto), den MA in Erwachsenenbildung (1968, University of Chicago). 1970 wurde er Lektor am Institut für Sportwissenschaften der University of Toronto. Hier unterrichtete er vor allem Sportpolitik. Schließlich absolvierte er einen weiteren MA in Geschichte (1980, University of York) und promovierte ebenfalls in Geschichte (1990, University of York). Kidd engagierte sich frühzeitig politisch bei den kanadischen Sozialisten, trat entschieden gegen Apartheid nicht nur im Sport auf. Für das Running Magazine galt er als Agitator. Er setzte sich als Sozialist mit der Geschichte des Arbeitersports in Kanada auseinander.
1973 wurde er Assistant Professor, 1979 Associate Professor und nach seiner Promotion 1991 Professor. 1991 bis 1998 war er der Direktor des Instituts für Sportwissenschaften, das unter seiner Leitung in die Fakultät für Kinesiology ausgebaut wurde. Kidd war der Dekan (1998–2010) und zusätzlich Warden von Hart House, einer der traditionellen akademischen Einrichtungen der Universität. Nach seinem Ruhestand als Professor wurde er 2014 zunächst kommissarischer Vize-Präsident der University of Toronto Scarborough und für die Amtszeit 2015–2018 als Präsident dieser Universität im System der University of Toronto. Der WorldCat weist 115 Werke von ihm aus (2015). Er ist der Vorsitzende der Kanadischen Olympischen Akademie.

## Ehrungen
- 1961 und 1962 Kanadas Athlete of the Year.
- 1961 Lou Marsh Trophy.
- 1966 Aufnahme in die Canadian Olympic Hall of Fame als Sportler
- 1968 Aufnahme in die Canada’s Sports Hall of Fame.
- 1985, Auszeichnung der UNESCO für seinen Kampf gegen die Apartheid
- 1988 Aufnahme in die University of Toronto Sports Hall of Fame.
- 1994 Aufnahme in die Canadian Olympic Hall of Fame als Funktionär (bisher als einziger als Sportler und Funktionär)
- 1997 Im Rahmen der Canadian Sports Awards wird erstmals die Bruce Kidd Trophy für Leadership verliehen
- 2001, Ehrenmedaille des IOC für Education and Sport
- 2004 Officer of the Order of Canada für seinen lebenslangen Kampf gegen Sexismus und Rassismus im Sport in Kanada und der Welt
- 2007, Dr. h. c. (Jura) Dalhousie University[7]
- Mitglied der Kanadischen Hall of Fame (Vorsitz Aufnahme-Komitee)
- Ehrenmitglied des Kanadischen Olympischen Komitees
- Früherer Vorsitz des Advisory Body on Sport des the Commonwealth
- Vorsitz des Komitees International Development through Sport Committee

## Werke
- The Death of Hockey (with John Mcfarlane, 1972)
- The Political Economy of Sport (1979)
- Tom Longboat (1980)
- Hockey Showdown (1980)
- Who’s a Soccer Player (1980)
- Athletes’ Rights in Canada (with Mary Eberts, 1982)
- The Struggle for Canadian Sport (1996)
- Sports and Masculinity (2013)